# Callum Johnson
Callum Johnson (* 20. August 1985 in Boston, Lincolnshire) ist ein britischer Profiboxer im Halbschwergewicht. Er wird von Naseem Hamed gemanagt, von Matchroom Sport promotet und von Joe Gallagher trainiert.

## Amateurkarriere
Als Amateur boxte Johnson unter schottischer Flagge im Halbschwergewicht und wurde 2007 sowie 2009 Schottischer Meister, 2008 konnte er verletzungsbedingt nicht zum Finalkampf antreten. Im Oktober 2010 gewann er die Commonwealth Games im indischen Neu-Delhi durch Siege gegen Krystian Borucki (8:1), Obed Mbwakongo (6:2), Jermaine Asare (TKO) und Tommy McCarthy (8:1). Bereits bei den Meisterschaften des Commonwealth im März desselben Jahres, war er ins Finale eingezogen, wo er kampflos gegen Dinesh Kumar Silber gewann.

## Profikarriere
Callum Johnson gab sein Profidebüt am 4. Dezember 2010 in der schottischen Braehead Arena. In den folgenden Jahren gewann er 15 Kämpfe, davon 11 vorzeitig, davon 8 innerhalb von nur zwei Runden. Daraufhin boxte er am 24. September 2016 in der Manchester Arena gegen Willbeforce Shihepo um den vakanten Commonwealth-Meistertitel im Halbschwergewicht und gewann durch Knockout (K. o.) in der neunten Runde, nachdem er seinen Gegner bereits in der siebenten Runde am Boden hatte.
Am 24. März 2018 gewann er in der Londoner O2 Arena durch Technischen Knockout (T.K.o.) in der ersten Runde gegen Frank Buglioni (Kampfbilanz: 21-2), verteidigte damit seinen Commonwealth-Titel, und gewann zusätzlich den Britischen Meistertitel.
Am 6. Oktober 2018 boxte er bereits um den IBF-Weltmeistertitel im Halbschwergewicht, verlor den Kampf jedoch in Chicago durch Knockout in der vierten Runde gegen den russischen Titelträger Artur Beterbijew. Seinen nächsten Kampf gewann er im März 2019 vorzeitig gegen Sean Monaghan (29-2).
Nach einer Auszeit von über zwei Jahren stieg er erst im April 2021 wieder in den Ring und besiegte Emil Markic (32-2) durch TKO in der zweiten Runde. Im Oktober desselben Jahres siegte er zudem nach Punkten gegen Server Emurlajew (24-2).
| 20 Siege (14 K. o.-Siege), 1 Niederlagen (1 K. o.-Niederlagen) |               |                                       |                      | |
| Jahr                                                           | Tag           | Ort                                   | Gegner               | Ergebnis für Johnson |
| 2010                                                           | 4. Dezember   | Braehead Arena, Glasgow               | Phillip Townley      | Sieg / TKO 2. Runde |
| 2011                                                           | 12. März      | Braehead Arena, Glasgow               | Jody Meikle          | Sieg / Punktsieg 4. Runde |
| 2011                                                           | 16. Juli      | Echo Arena, Liverpool                 | Lee Duncan           | Sieg / Punktsieg 4. Runde |
| 2012                                                           | 10. März      | Braehead Arena, Glasgow               | Tommy Tolan          | Sieg / KO 1. Runde |
| 2012                                                           | 18. Mai       | Bowlers Exhibition Centre, Manchester | James Tucker         | Sieg / TKO 7. Runde |
| 2013                                                           | 31. Mai       | Town Hall, Walsall                    | John Anthony         | Sieg / Disqualifikation 7. Runde                                                                                              |
| 2014                                                           | 17. Mai       | North Kesteven Centre, North Hykeham  | Egidijus Kakstys     | Sieg / TKO 2. Runde |
| 2014                                                           | 27. Juni      | Braehead Arena, Glasgow               | Nathan King          | Sieg / Punktsieg 4. Runde |
| 2014                                                           | 4. Oktober    | First Direct Arena, Leeds             | Luke Allon           | Sieg / TKO 3. Runde |
| 2014                                                           | 7. November   | North Kesteven Centre, North Hykeham  | Josef Obeslo         | Sieg / TKO 1. Runde |
| 2015                                                           | 7. März       | Meres Leisure Centre, Grantham        | Bartlomiej Grafka    | Sieg / TKO 2. Runde |
| 2015                                                           | 11. April     | First Direct Arena, Leeds             | Jose Manuel Iglesias | Sieg / KO 1. Runde |
| 2015                                                           | 26. Juni      | Echo Arena, Liverpool                 | Tsvetozar Iliev      | Sieg / Punktsieg 4. Runde |
| 2016                                                           | 7. Mai        | Manchester Arena, Manchester          | Richard Horton       | Sieg / TKO 1. Runde |
| 2016                                                           | 18. Juni      | Event City, Trafford Park, Manchester | Norbert Szekeres     | Sieg / TKO 1. Runde |
| 2016                                                           | 24. September | Manchester Arena, Manchester          | Willbeforce Shihepo  | Sieg / KO 9. Runde vakanter Commonwealth Meisterschaftstitel                                                                  |
| 2018                                                           | 24. März      | O2 Arena, Greenwich                   | Frank Buglioni       | Sieg / TKO 1. Runde Titelverteidigung Commonwealth Meisterschaft vakanter British Boxing Board of Control Meisterschaftstitel |
| 2018                                                           | 6. Oktober    | Wintrust Arena, Chicago               | Artur Beterbijew     | Niederlage / KO 4. Runde IBF-Weltmeisterschaft                                                                                |
| 2019                                                           | 9. März       | Casino Arena, Verona, New York        | Sean Monaghan        | Sieg / TKO 3. Runde |
| 2021                                                           | 24. April     | York Hall, London                     | Emil Markic          | Sieg / TKO 2. Runde WBO Global Titel                                                                                          |
| 2021                                                           | 9. Oktober    | Arena Birmingham, Birmingham          | Server Emurlaev      | Punktsieg |
| Quelle: Callum Johnson in der BoxRec-Datenbank                 |               |                                       |                      | |